# 乔梓乡
乔梓乡，是中华人民共和国重庆市彭水苗族土家族自治县下辖的一个乡镇级行政单位。

## 行政区划
乔梓乡下辖以下地区：
合心村、金光村、水花村、茨塘村和高龙村。